# Óxido de vanádio(III)
Óxido de vanádio(III) é um composto inorgânico de fórmula química V2O3.  É um sólido escuro preparado pala redução do V2O5 com hidrogênio ou monóxido de carbono. Reage com ácidos em água para formar complexos de vanádio(III). V2O3 possui a estrutura do corundum. É um composto antiferromagnético com temperatura crítica em 160 K. A esta temperatura há uma mudança abrupta na condutividade de metálico para a forma isolante.
Exposto ao ar, converte-se gradualmente em V2O4, de coloração azul-índigo.
Na natureza, ocorre como um mineral bastante raro denominado karelianite - grafia inglesa.